# Aruküla (Raasiku)
Pour les articles homonymes, voir Aruküla.

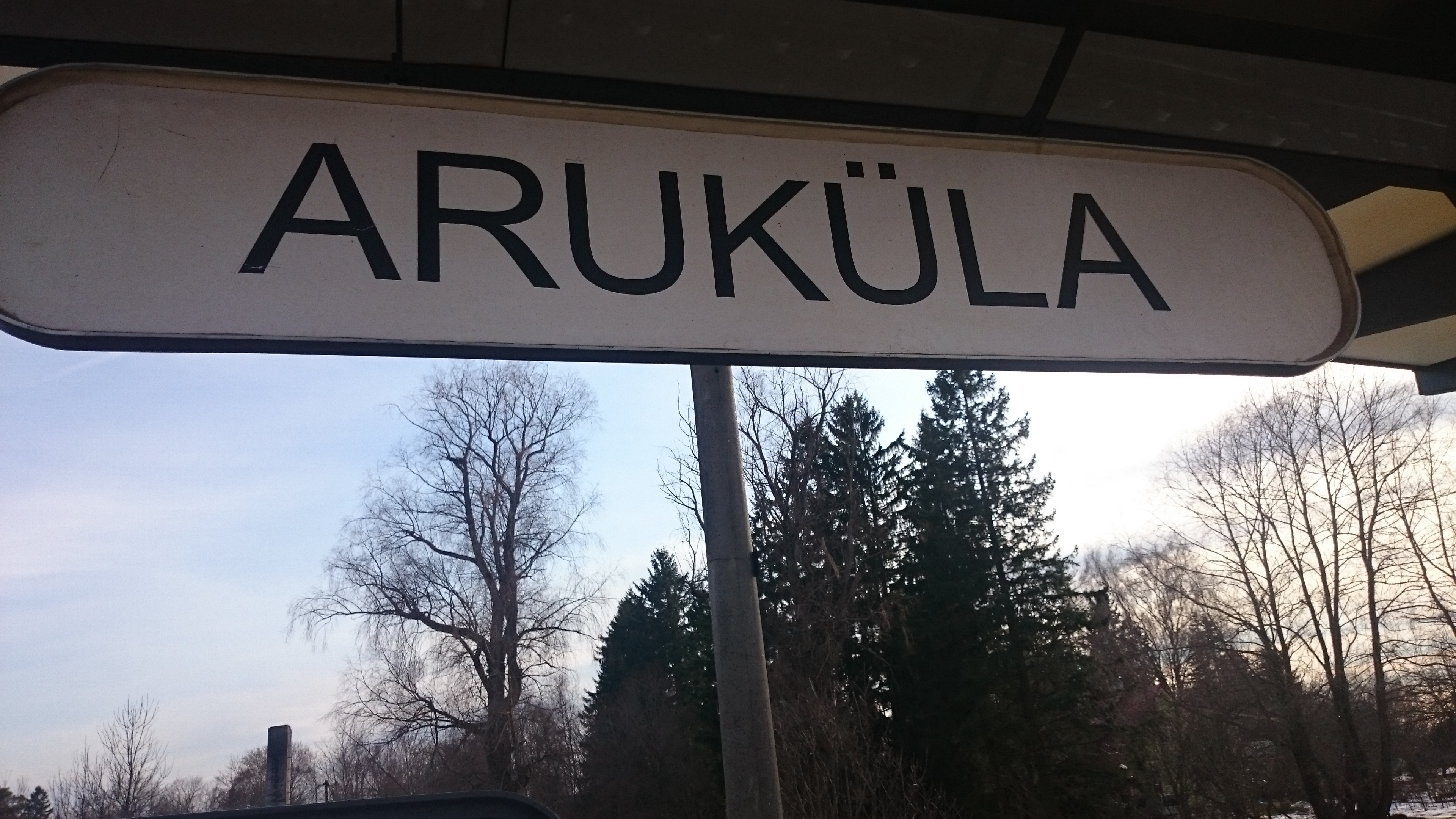

Aruküla (anciennement en allemand : Arroküll) est un petit bourg (alevik) d'Estonie de la région d'Harju. C'est le centre administratif de la commune de Raasiku. Sa population était de 2 016 habitants au 1er janvier 2013.